# Bandera de Cuenca (Ecuador)
La bandera de Cuenca es uno de los símbolos de la ciudad de Cuenca, Ecuador. Tiene dos franjas horizontales de igual tamaño; su proporción de 2:3. Su franja superior es de color rojo, mientras que la franja inferior resalta con un color amarillo dorado
Sus colores rojo y amarillo dorado, se originan de la bandera de España.
Sirvió de inspiración para hacer la bandera de Azuay, pues son idénticas.

## Referencias

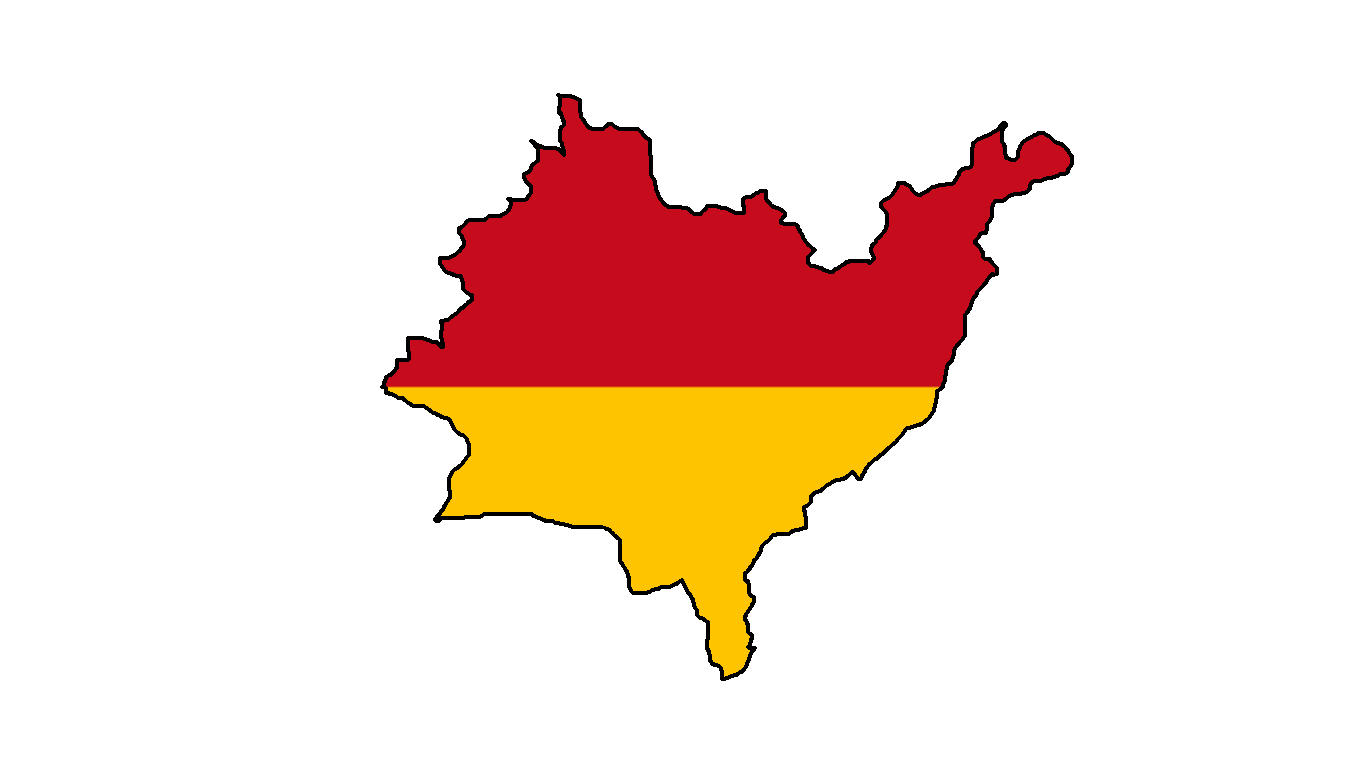
Territorio de azuay con su bandera